# روبرت إف. شابمان
روبرت إف. شابمان (بالإنجليزية: Robert Foster Chapman)‏ هو ضابط ومحامي وقاضي أمريكي، ولد في 4 أبريل 1926 في إنمان في الولايات المتحدة، وتوفي في 18 أبريل 2018.